# 孙国文 (1963年)
孙国文（1963年8月—），浙江德清人，汉族，中国共产党党员。中华人民共和国政治人物、第十三届全国人民代表大会浙江省代表。

## 生平
2018年，孙国文被选为浙江省出席第十三届全国人民代表大会代表。